# Jules Rostand
 (mars 2014).
Si vous disposez d'ouvrages ou d'articles de référence ou si vous connaissez des sites web de qualité traitant du thème abordé ici, merci de compléter l'article en donnant les références utiles à sa vérifiabilité et en les liant à la section « Notes et références ».
Pour les autres membres de la famille, voir Famille Rostand.
Pour les articles homonymes, voir Rostand.
Jules Rostand, né le 13 mars 1820 à Marseille où il est mort le 12 août 1889, est un négociant, financier et armateur français. 

## Biographie
Jules Rostand est le fils de Bruno Rostand (1780-1860) et le neveu d'Alexis-Joseph Rostand. Il suit ses études dans sa ville natale, qu’il quitte en 1838 pour le Levant (à Damas, puis à Beyrouth) où il développe les activités de la maison « Bruno Rostand et Cie ». Doué pour la musique et les langues (il parle et écrit couramment l'anglais, l'italien et l'arabe), il crée une chorale et un orchestre à Beyrouth.
De retour à Marseille en 1847, il épouse Camille Puget, fille de Wulfran Puget et nièce d'Edmond Canaple. Ils seront les parents de :
- Jules (1847-1930)
- Eugénie (1849-1897)
- Albert (1850-1906), lieutenant-colonel, commandant du 24e BCA, époux de sa cousine Marie Rostand
- Aricie (1851-1950), épouse de Jules Guez, directeur de la Compagnie de navigation Cyprien Fabre
- Paul (1854-1914), époux de Sophie Ruffo de Bonneval
- Bruno (1859-1931)

Il contribue très activement au développement des activités de négoce et d’armement de la
famille. Il s'associe dans un premier temps avec Gustave Couturier, consul à Smyrne, puis il développe l'industrie des huiles, créant une activité de production en 1856.
Notable marseillais, il est membre de la Chambre de commerce de 1849 à 1852 et juge au Tribunal de commerce de 1861 à 1865. Fervent légitimiste, il siège au conseil municipal de Marseille sous le maire Rabateau. 
Il est directeur de la Société marseillaise de crédit à sa création en 1864 jusqu’en 1866 et administrateur à partir de 1870. Il siège également à la Caisse d'épargne.
Disciple fervent et ami de Don Bosco, qui crée en 1857 l’œuvre de Salésiens, il est, avec ce dernier, l'un des fondateurs de l'oratoire de Saint-Léon à Marseille en 1876 et de la Société Beaujeu. Il est fait commandeur de l'ordre de Saint-Grégoire-le-Grand par le pape.

## Sources
- Pierre Guiral, Félix Reynaud, « Les Marseillais dans l'histoire », 1980
- Dominique Barjot, « Les patrons du second Empire: Marseille », 1999
- Jean Lambet-Dansette, « Histoire de l'entreprise et des chefs d'entreprise en France:Le temps des pionniers, 1830-1880. Condottiere et bourgeois, Volume 1 ;Volume 4 », 2009
- Laurence Américi, Xavier Daumalin, « Les dynasties marseillaises: de la Révolution à nos jours », 2010